# Mange skove små
Mange skove små er en dokumentarfilm fra 1952 instrueret af Svend Aage Lorentz.

## Handling
Da istiderne er forbi, vandrer først birken ind i Danmark, derefter kommer efter hinanden fyrren, egen og bøgen. Skovens farligste fjende, mennesket, huggede til sin egen skade hensynsløst væk af træerne. Først med skovloven af 1805 blev der mulighed for at give skovene den rette pasning, så de kunne få nationaløkonomisk betydning: For hvert træ, der fældes, plantes der et nyt. Ved udskiftningen omkring 1800 blev også skovarealerne mange steder delt op, således at landbrugsejendommene kom til at omfatte et lille stykke skov. Pasningen af disse små skove er nu et problem, idet deres ejere ofte lader dem ligge hen til ingen nytte - og til skade for skoven. Småskovsforeningerne, der støttes af staten, yder vejledning og bistand ved de små skoves pasning.